# John Doubleday

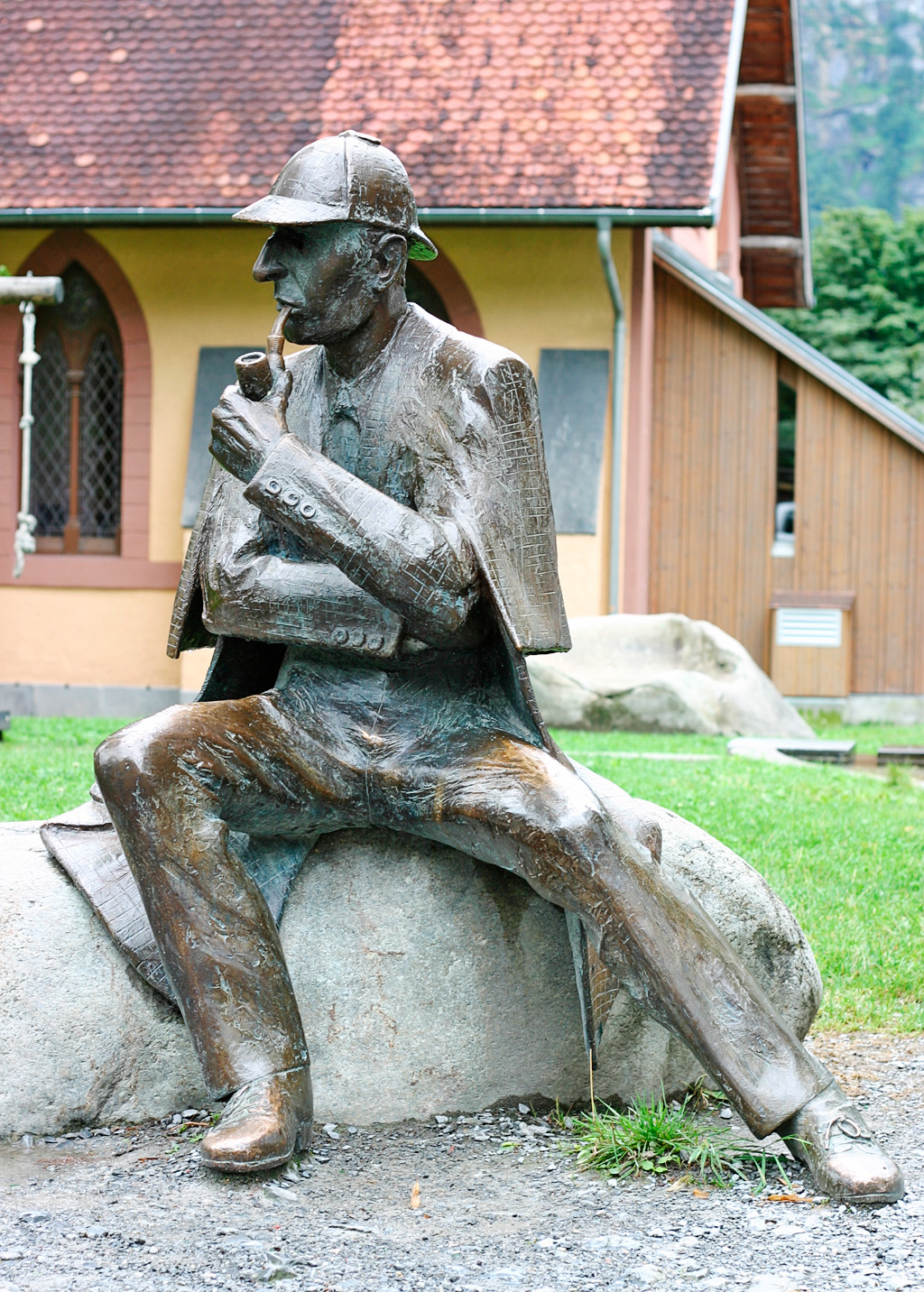
La seule statue publique de Sherlock Holmes assis, œuvre de John Doubleday, se trouve à Meiringen en Suisse, près des Chutes du Reichenbach, où Holmes aurait eu sa dernière confrontation avec son ennemi juré le professeur Moriarty.

John Doubleday (né le 9 octobre 1947) est un peintre et sculpteur britannique célèbre pour ses sculptures et statues publiques.

## Biographie
John Doubleday est né en 1947 à Langford, près de Maldon, Essex. Il a fait ses études à Stowe, et a appris la sculpture au Goldsmiths College.
Il a été influencé par Charles Despiau, et par ses visites au Musée Bourdelle à Paris. Il a créé en art bidimensionnel et tridimensionnel.
Il a connu le succès en tant que sculpteur public dès sa première exposition personnelle à la Waterhouse and Dodd Gallery de Londres en 1968.
Quand il a fait la statue de Nelson, il a accepté que ses honoraires soient versés à des œuvres de charité.

## Expositions
Il a réalisé plus d'une trentaine d'expositions individuelles sur différents continents.

## Œuvre
John Doubleday est un sculpteur figuratif, qui travaille principalement le bronze.
Sa période d'activité s'étend de 1965 à 2010.

## Commandes publiques principales
- Le Prince Philip
- Golda Meir
- Charlie Chaplin (à Leicester Square, Londres et à Vevey, Suisse)
- Dylan Thomas (à Swansea)
- Dorothy L Sayers (1995 Witham)[2]
- Horatio Nelson (à Gibraltar)[2]
- Les Beatles (à Liverpool)
- Sir Laurence Olivier
- Sherlock Holmes (à Marylebone Road / Baker Street, Londres et à Meiringen, Suisse)
- Gerald Durrell (au Zoo de Jersey)
- Nelson Mandela (en Afrique du Sud)
- Reid Brothers (à Fishers Island, État de New York)
- Byrhtnoth à Maldon